# Charles Gounod
Charles Gounod (Paris, 17 de junho de 1818 – Saint-Cloud, 18 de outubro de 1893) foi um compositor francês famoso sobretudo por suas óperas e música religiosa.

## Biografia
Gounod era filho de um pintor e uma pianista. Muito jovem, entrou para o Conservatório de Paris, onde foi aluno de Jacques Fromental Halévy e Lesueur. Em 1839, compôs uma cantata (Ferdinand) e ganhou o Prix de Rome, um prêmio famoso para jovens compositores, que dava direito a uma bolsa de estudos na Itália.
Gounod foi para Roma, onde ficaria por três anos, e entrou em contato com a música polifônica do século XVI, em especial a música do compositor renascentista italiano, Giovanni Pierluigi da Palestrina. Profundamente influenciado por ideias religiosas (que nunca o abandonaram completamente) e pela arte sacra, já em declínio em sua época, ele pensou em entrar para o sacerdócio, e começou a compor música religiosa.
Terminados seus estudos na Itália, ele regressou à França, mas não sem antes passar por Viena, e assumiu o cargo de organista na Igreja das Missões Estrangeiras em Paris, que ocupou por três anos. Por volta dessa época, conheceu duas mulheres, que tiveram grande influência na sua vida: uma foi a cantora Pauline Viardot, que o introduziu ao mundo da ópera, e a outra foi Fanny Hensel, que apresentou a Gounod seu irmão, o célebre compositor Felix Mendelssohn. Através de Mendelssohn, Gounod entrou em contato com a música de Bach, então pouco conhecida. 
A primeira ópera de Gounod, Sapho, estreou em 1851. Várias óperas se seguiram, mas as mais importantes são Fausto (1859), Mireille (1864), Roméo et Juliette (1867) - todas as três estão entre as mais populares do repertório operístico francês.
Em 1852, Gounod se tornou regente do Orphéon Choral Society, em Paris, para o qual ele escreveu várias peças de música coral, incluindo duas missas.
Ao rebentar a Guerra Franco-Prussiana (1870), Gounod se refugiou na Inglaterra, onde permaneceu até 1875. Lá, ele adquiriu uma amante inglesa, Georgina Weldon, e sua música fez grande sucesso na Inglaterra vitoriana.
Nos últimos anos de vida, Gounod só compôs música religiosa.

## Obras

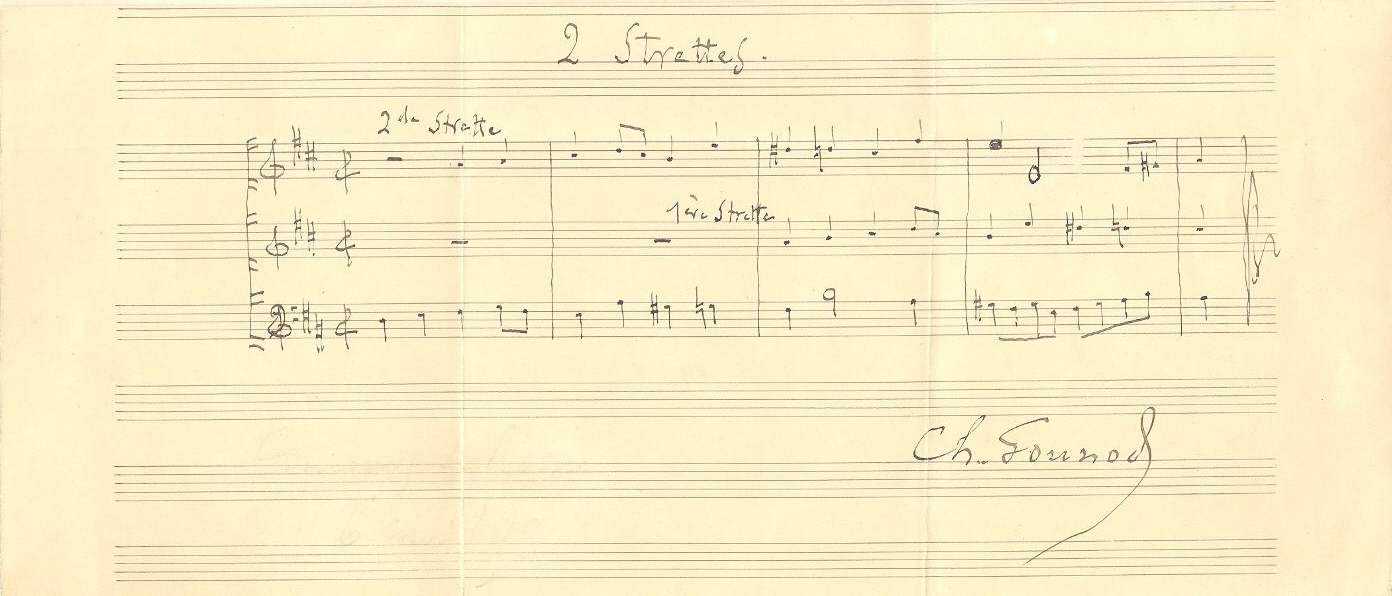
Manuscrito de Charles Gounod

### Música instrumental
- 3 sinfonias
- várias peças para piano
- Marcha fúnebre para uma marionete (1872)

### Canções e hinos
- Hino do Vaticano

### Música sacra
- Mors et Vita (oratório)
- Tobias (oratório)
- Ave Maria
- Pater Noster
- Salmos
- 50 peças religiosas (1880)
- Missa del rego
- Missa de Santa Cecília
- Missa Joana d'Arc

### Óperas
- serinpho (1851)
- A Freira Sangrenta (La Nonne Sanglante) (1854)
- O Médico à Força (Le Médecin Malgré Lui) (1858)
- Fausto (1859)
- Philémon et Baucis (1860)
- A Rainha de Sabá (1862)
- Mireille (1864)
- Roméo et Juliette (1867)
- Le Tribut de Zamora (1881)

## Mídia:Petite symphonie
Petite symphonie pour neuf instruments à vent (1885) - Interpretação do Quinteto de sopros Soni Ventorum.